# Hemetré
Hemetré (ḥm.t-rˁ, „Ré szolgálója”) ókori egyiptomi hercegnő volt a IV. dinasztia idején; Hafré lánya, esetleg unokája. Főleg gízai sírjából ismert.
Hemetré viselte „a király vér szerinti lánya” címet, és sírja elhelyezkedése alapján Hafré idejére datálható, így feltételezhető, hogy a hercegnő Hafré lánya volt. Hafré nevét említik is a sírban. Az is lehetséges, hogy Hafré unokája volt, és elképzelhető, hogy közrendű férfihoz ment feleségül; királynéi címet nem visel. Hemetré Hathor papnője volt, valamint egy felirat szerint olyan címeket viselt, mint „a nagy isten [=a fáraó] előtt nagy becsben álló” és „aki minden nap azt cselekszi, ami apja kedvére való”.
Számos gyermeke volt, akiket sírjában ábrázolnak. Fiai Sepszeszka(u), Ahetré és Sepszeszré(-seri), lányai Hotepheresz, Hentkauesz és Mereszanh. A sírkápolna egyik oszlopán Hemetrét gyermekeivel ábrázolják, az egyik regiszterben Ah(et)ré és Sepszeszré-seri áll anyjuk előtt, Hotephereszt és Mereszanhot pedig a fivéreik alatti regiszterben ábrázolják; Hentkauesz anyja mögött áll. Mindannyiukat felnőttként ábrázolják.

## Sírja
Hemetré sírja, a G 8464 a gízai nekropoliszban található. A bejárat után oszlopos csarnok következik, ahonnan nagy sírkamra és két kisebb, temetkezési akna nyílik. A kápolnából kisebb kápolna nyílik, benne újabb aknával. A sír díszítésének jelenetein áldozatvivők szerepelnek, akik a királyi birtokokról hoznak áldozatnak valót. Mind Hafréval állnak kapcsolatban.
A sír folyosójáról előkerült egy álajtó felső része, rajta Nebszen királyi kamarás nevével. A sírban ábrázolt egyik áldozatvivőt Szenebukának hívják, őt a közelben temették el.

## Fordítás
- Ez a szócikk részben vagy egészben  a   Hemetre című angol Wikipédia-szócikk ezen változatának fordításán alapul.  Az eredeti cikk szerkesztőit annak laptörténete sorolja fel. Ez a jelzés csupán a megfogalmazás eredetét és a szerzői jogokat jelzi, nem szolgál a cikkben szereplő információk forrásmegjelöléseként.